# Jusqu'au bout du monde (film, 2023)
Ne doit pas être confondu avec Pirates des Caraïbes : Jusqu’au bout du monde.
Pour plus de détails, voir Fiche technique et Distribution.
Jusqu’au bout du monde (The Dead Don't Hurt) est un film mexicano-canado-danois réalisé par Viggo Mortensen et sorti en 2023.
Il est présenté en avant-première au festival international du film de Toronto 2023.

## Synopsis
Dans les années 1860 à San Francisco, Vivienne Le Coudy, une Canadienne française, tombe amoureuse d'un immigrant danois nommé Holger Olsen. Malheureusement, ils vont être séparés par la guerre de Sécession,. Un fils naît d'un viol.

## Fiche technique
Sauf indication contraire, les informations mentionnées dans cette section peuvent être confirmées par la base de données cinématographiques IMDb,  présente dans la section « Liens externes ».
- Titre français : Jusqu’au bout du monde
- Titre original anglais : The Dead Don't Hurt
- Titre espagnol : Hasta el fin del mundo
- Titre danois : Til verdens ende
- Réalisation, scénario et musique : Viggo Mortensen
- Direction artistique : Carlos Benassini
- Décors : Jason Clarke et Carol Spier
- Costumes : Anne Dixon
- Photographie : Marcel Zyskind
- Montage : Peder Pedersen
- Production : Viggo Mortensen, Regina Solórzano et Jeremy Thomas
- Sociétés de production : Talipot Studio, Recorded Picture Company et Perceval Pictures
- Société de distribution : HanWay Films (États-Unis), Metropolitan Filmexport (France)
- Pays de production :  Mexique,  Canada,  Danemark
- Langue originale : anglais, espagnol et français
- Format : couleur
- Genre : western
- Durée : 129 minutes
- Dates de sortie[3] :
  - Canada : 8 septembre 2023 (festival de Toronto)
  - Mexique : 20 octobre 2023 (Festival international du film de Morelia)
  - France : 1er mai 2024 (en salles)[4]
  - Danemark : 13 juin 2024

## Distribution
- Viggo Mortensen (VF : Bernard Gabay) : Holger Olsen
- Vicky Krieps : Vivienne Le Coudy
- Garret Dillahunt : Alfred Jeffries
- Solly McLeod : Weston Jeffries
- Danny Huston : le maire Rudolph Schiller
- Nadia Litz (en) : Martha Gilkyson
- W. Earl Brown : Alan Kendall
- Marc Dennis : Fishmonger Stevens
- John Getz : révérend Simpson
- Ray McKinnon : le juge Blagden
- Eliane Michaud : Vivienne (petite)
- Atlas Green : Vincent (le fils de Vivienne)

## Autour du film
Comme pour son premier (et précédent) film en tant que réalisateur, Falling (2020), Viggo Mortensen signe à nouveau seul le scénario, la réalisation, la musique du film, et y interprète le premier rôle masculin.

## Production
En octobre 2022, il est annoncé que Viggo Mortensen va réaliser un film dont il a également signé le scénario. Il est également confirmé en tête d'affiche, aux côtés de Vicky Krieps, Solly McLeod, Danny Huston, Tom Bateman, Lance Henriksen ou encore W. Earl Brown. Viggo Mortensen retrouve ses collaborateurs réguliers comme le directeur de la photographie Marcel Zyskind, la décoratrice Carol Spier, le directeur artistique Jason Clarke et la costumière Anne Dixon. Interrogée par The Times, Vicky Krieps déclare à propos de l'acteur-réalisateur « Dans le monde des westerns, il n'y avait pas beaucoup de femmes. C'était donc très dur. De tous les hommes, il est très doux, ouvert et très présent. Mais cela m'a quand même rappelé pourquoi j'aime travailler avec des femmes. »
Le film est produit par Talipot Studio, Recorded Picture Company et Perceval Pictures.
Le tournage débute au Canada le 12 octobre 2022. Les prises de vues ont notamment lieu en Ontario et en Colombie-Britannique. Quelques séquences sont filmées dans l'État de Durango au Mexique. Le tournage s'achève en décembre 2022,.

## Sortie et accueil
En juillet 2023, il est annoncé que le film sera projeté au festival international du film de Toronto 2023.

### Accueil critique
En France, le site Allociné propose une moyenne de 3,4⁄5, d'après l'interprétation de 23 critiques de presse.